# Dubbeltorenfront

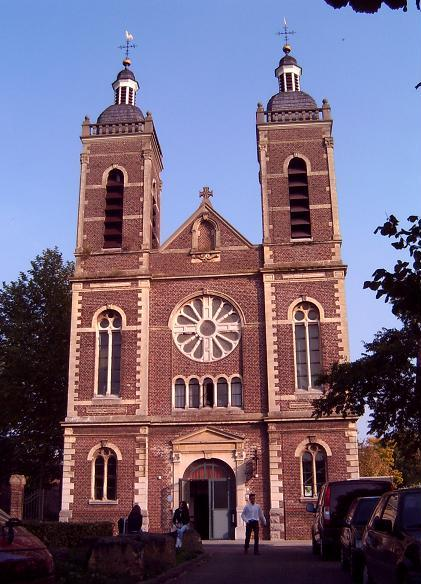
Sint-Agneskerk te Bunde

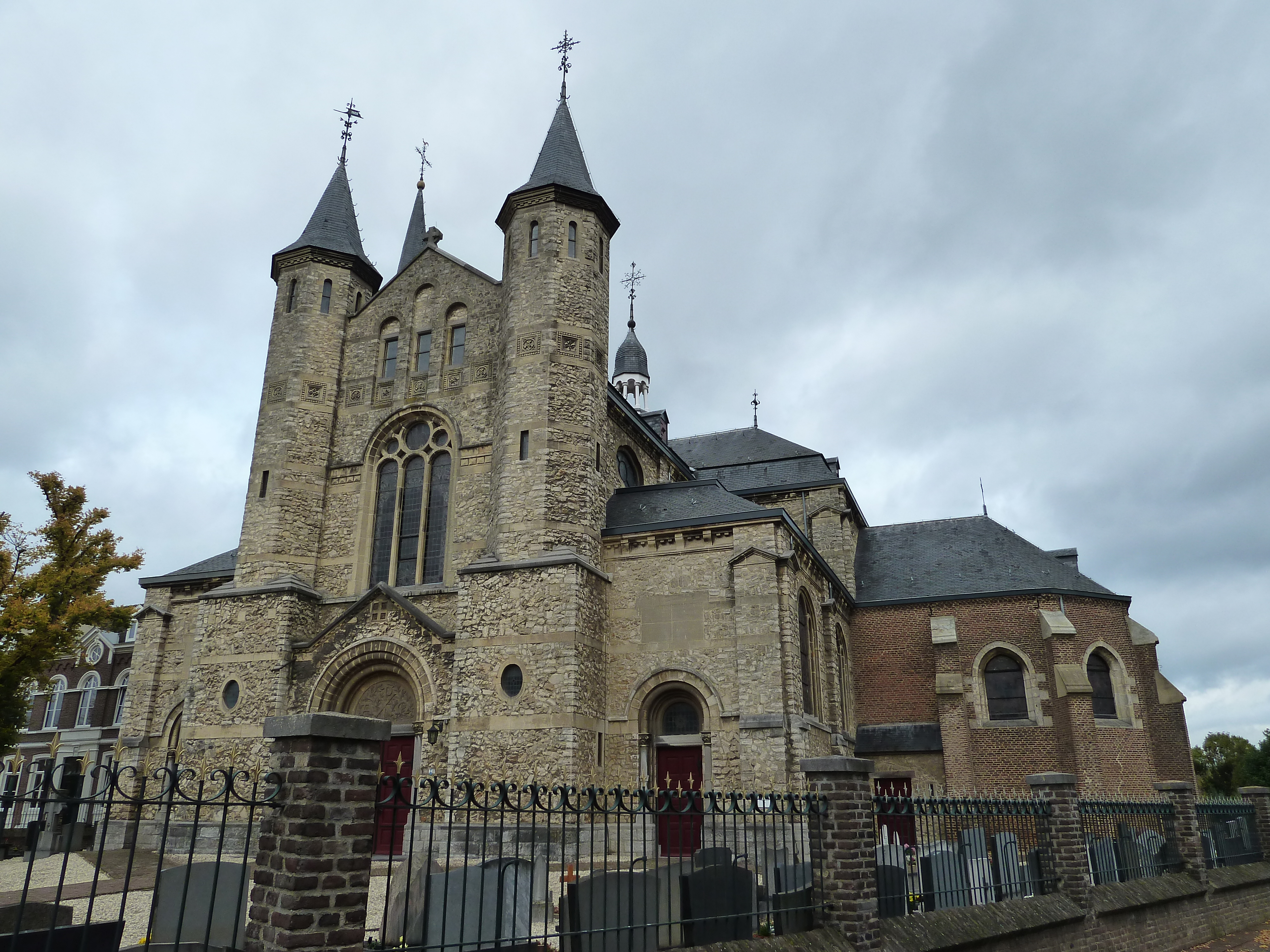
De Sint-Martinuskerk te Geulle

Een dubbeltorenfront of tweetorenfront is een voorgevel van een kerk of ander gebouw die bestaat uit twee torens met daartussen de gevel van het achterliggende gebouw zelf. Het is een variant van het torenfront, de voorgevel waarin slechts één toren opgenomen is.
Gedurende verschillende eeuwen werden diverse kerkgebouwen voorzien van een dubbeltorenfront.
Gedurende de 19e eeuw was een dubbeltorenfront een wezenskenmerk van de synagogentypologie. In deze typologie verwezen de twee torens naar de twee zuilen "YAKHIN" en "BOAZ" voor de ingang van de Tempel van Jeruzalem.

## Verspreiding
Kerkgebouwen in België met een dubbeltorenfront zijn onder andere:
- Onze-Lieve-Vrouw van de Rozenkranskerk te Ukkel
- Sint-Remacluskerk te Spa

Kerkgebouwen in Nederland met een dubbeltorenfront zijn onder andere:
- Kerk van O.L. Vrouw Onbevlekt Ontvangen te Amstenrade
- Basiliek van de Heilige Nicolaas te Amsterdam
- Obrechtkerk te Amsterdam
- Sint-Walburgiskerk te Arnhem
- Sint-Agneskerk te Bunde
- Sint-Martinuskerk te Cuijk
- Sint-Catharinakerk te Eindhoven
- Onze-Lieve-Vrouw Tenhemelopneming te Einighausen
- Sint-Martinuskerk te Geulle
- Johannes de Doperkerk te Kaatsheuvel
- Sint-Catharina en Luciakerk te Lemiers
- Sint-Amelbergabasiliek te Susteren
- Heuvelse kerk te Tilburg
- Sint-Bernarduskerk te Ulicoten
- Sint-Gertrudiskathedraal te Utrecht

Kerkgebouwen in Suriname met een dubbeltorenfront zijn onder andere:
- Sint-Petrus-en-Pauluskathedraal te Paramaribo

Kerkgebouwen in Duitsland met een dubbeltorenfront zijn onder andere:
- Sint-Suïtbertuskerk in Wuppertal

Kerkgebouwen in Zwitserland met een dubbeltorenfront zijn onder andere:
- Munster van Bazel in Bazel